# Матюково (Московская область)
Матюково — деревня в Ступинском районе Московской области в составе Городского поселения Малино (до 2006 года — входила в Дубневский сельский округ). На 2016 год Матюково, фактически, дачный посёлок: при 20 жителях в деревне 3 улицы, переулок и 2 садовых товарищества, связано автобусным сообщением с райцентром и соседними населёнными пунктами. Впервые в исторических документах селение упоминается в 1577 году.

## Население
| 2002 | 2006 | 2010 |
| ---- | ---- | ---- |
| 39   | ↘12  | ↗20  |

Матюково расположено в центре района, на левом берегу реки Матюковка (левый приток Каширки), высота центра деревни над уровнем моря — 163 м. Ближайшие населённые пункты: Бурцево — в 500 м на север и Бортниково — примерно в 2 км на восток.